# Old South Church
Die Old South Church (formal korrekt Old South Church in Boston, ugs. auch New Old South) ist ein 1874 errichtetes Kirchengebäude der United Church of Christ in der Stadt Boston im Bundesstaat Massachusetts der Vereinigten Staaten. Es wurde im Stil des Gothic Revival von den Architekten Charles Amos Cummings und Willard T. Sears entworfen und im Stadtteil Back Bay auf durch Landgewinnung neu entstandenem Land errichtet. Das Gebäude steht an der Adresse 645 Boylston Street am Copley Square und wurde am 30. Dezember 1970 als National Historic Landmark in das National Register of Historic Places aufgenommen.

## Geschichte
Das Gebäude ist ein Bethaus der United Church of Christ, die historisch mit dem Kongregationalismus verbunden ist. Die Kirche beheimatet eine der ältesten religiösen Gemeinschaften der Vereinigten Staaten, die 1669 von Dissidenten der First Church in Boston als Third Church in Boston gegründet wurde. Die Gemeinschaft traf sich ab 1670 in ihrem Andachtshaus aus Zedernholz und ab 1729 im Old South Meeting House. Zu den Mitgliedern der Gemeinde zählten Persönlichkeiten wie Samuel Adams, William Dawes, Benjamin Franklin, Samuel Sewall und Phillis Wheatley. Im Jahr 1773 gab Samuel Adams vom Turm des Old South Meeting House die Signale, die den Beginn der Boston Tea Party einleiteten.
Während der Blüte des Unitarismus zu Beginn des 19. Jahrhunderts war die Old South die einzige kongregationale Kirche in Boston, die sich an die Doktrin der Dreifaltigkeit gebunden fühlte. 1816 gründete die Kirche gemeinsam mit der Park Street Church die City Mission Society, welche sich als soziale Einrichtung um die Armen in Boston kümmerte. Während des Sezessionskriegs diente das Gebäude als Rekrutierungszentrum für die Union Army unter dem Pfarrer Jacob Manning. Obwohl die Gemeinde nicht vollständig abolitionistisch eingestellt war, unterstützte sie intensiv die Sache der Unionsarmee. Nach dem Ende des Krieges wuchs die Gemeinde stetig an und zog 1875 unter dem Pfarrer George Angier Gordon von ihrem Sitz an der Washington Street an ihren heutigen Standort im Stadtteil Back Bay.

## Architektur

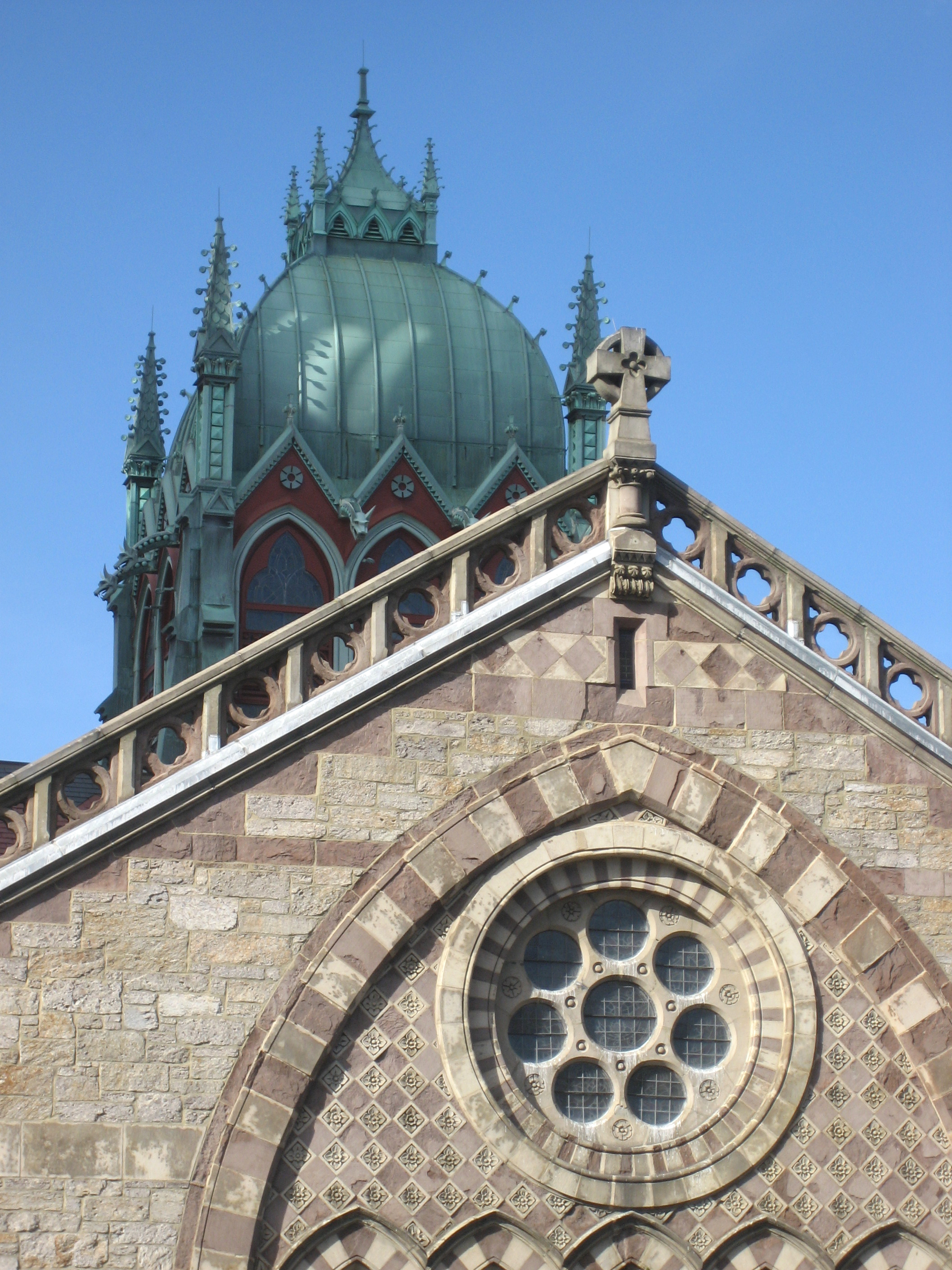
Die Fensterrose der Kirche wurde von der Basilica di San Marco in Venedig inspiriert.

Das Kirchengebäude wurde zwischen 1870 und 1872 vom Bostoner Architekturbüro Cummings and Sears im Stil des Venetian Gothic entworfen, der den Vorgaben des britischen Kulturtheoretikers und Architekturkritikers John Ruskin folgt. Die Old South Church ist eins der bedeutendsten Beispiele für den Einfluss von Ruskin auf die US-amerikanische Architektur. Die Architekten Charles Amos Cummings und Willard T. Sears entwarfen ebenfalls das Gebäude des Isabella Stewart Gardner Museums. Die Außenstruktur der Kirche besteht zum größten Teil aus einem lokal vorkommenden Gesteinskonglomerat mit dem Namen Roxbury Puddingstone. In viele der Bögen und Steinwände wurde beiger und dunkelroter Sandstein eingearbeitet. Der Portikus und die großen offenen Bögen im Campanile sind mit einfachem Maßwerk verziert. Die oberen Bögen des Portikus zeigen darüber hinaus Dekorationen aus Schmiedeeisen. Das Dach besteht aus abwechselnden Reihen von rotem und dunkelgrauem Schiefer und wird mit Ornamenten aus Eisen abgeschlossen.

### Campanile
Der am westlichen Ende des Gebäudes aufragende Kirchturm oder Campanile ist das wesentliche Merkmal der Kirche und von mehreren Stadtteilen aus sichtbar. Er ist 246 ft (74,98 m) hoch und beherbergt die 2020 Pfund (99,8 kg) schwere Glocke. Es handelt sich bereits um den zweiten Turm, der an dieser Stelle errichtet wurde. Der erste wurde 1875 fertiggestellt, kam jedoch seit den späten 1920er Jahren immer mehr in eine Schräglage. Der Grund dafür lag in fehlerhaften Fundamenten und Grundpfeilern, die im weichen, sumpfigen Untergrund verankert wurden und den Turm nicht tragen konnten. Der Turm wurde abgerissen, und der technologische Fortschritt der frühen 1930er Jahre brachte mit Löffelbaggern und Stahlgerüsten die notwendigen Werkzeuge für eine dauerhafte Stabilität. Heute werden die Neigung und Höhe des Turms regelmäßig gemessen und auf fortwährende Stabilität getestet. Im Jahr 2006 wurde das Schwungrad, das über ein schweres Seil angetrieben wird und den Hammer an die Glocke drückt, durch eine originalgetreue Nachbildung ersetzt.

### Fensterrose
Zentriert über dem Altarraum an der Ostseite der Kirche befindet sich eine mit Kupfer überzogene Kuppel, die von zwölf kunstvollen, gotischen Bogenfenstern umgeben ist. Dies ist eine Reminiszenz an die Basilica di San Marco in Venedig. Obwohl die Fensterrose vorwiegend eine überaus hohe visuelle Präsenz ausstrahlt, wurde sie doch mit einer gewissen Funktion gebaut: Im Zeitalter vor elektrisch betriebenen Ventilatoren und Klimaanlagen konnten die Fenster mechanisch geöffnet werden, um das Innere des Gebäudes zu kühlen.

## Verzierungen

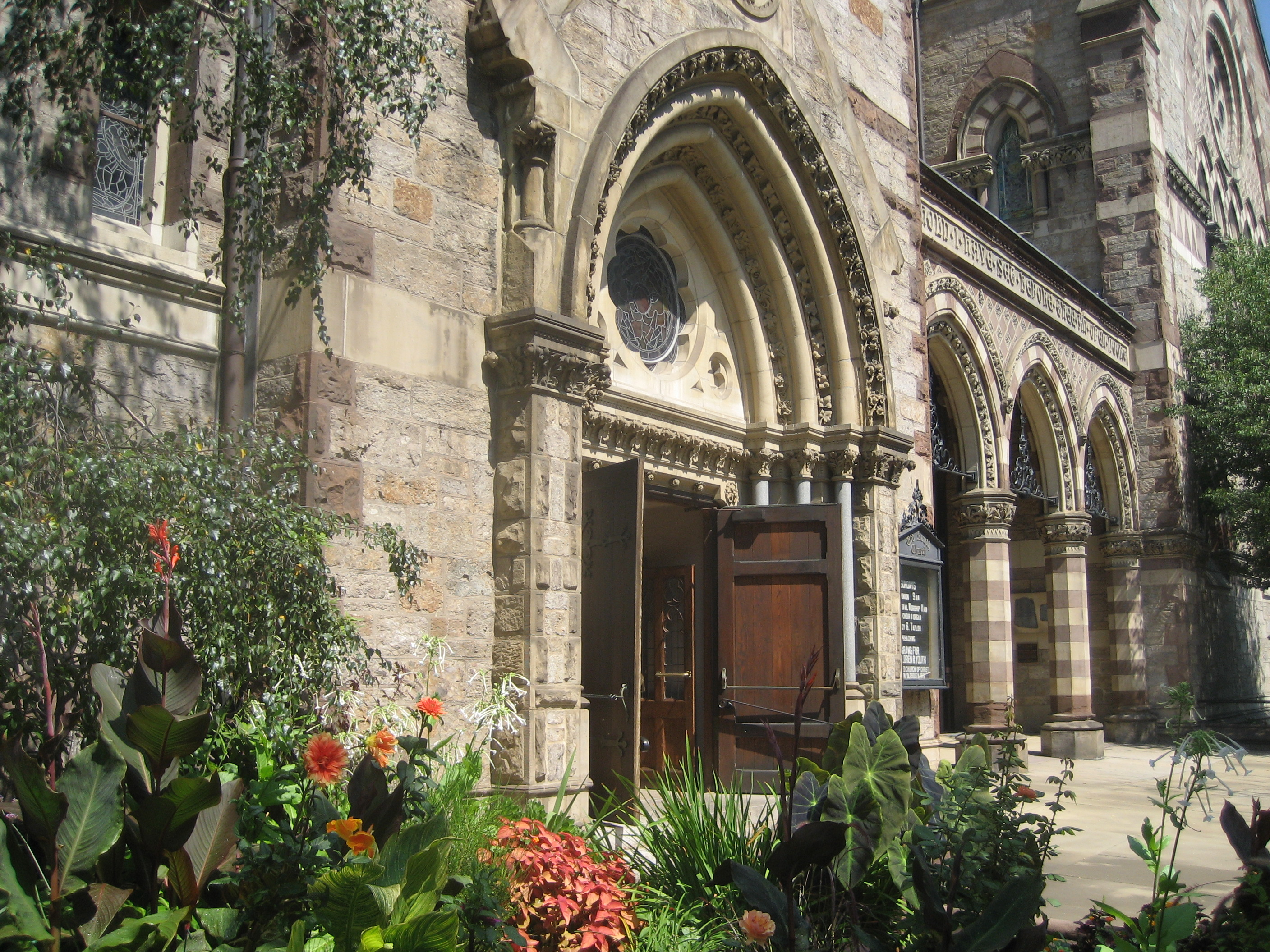
Haupteingang und Portikus mit Blickrichtung Nordosten

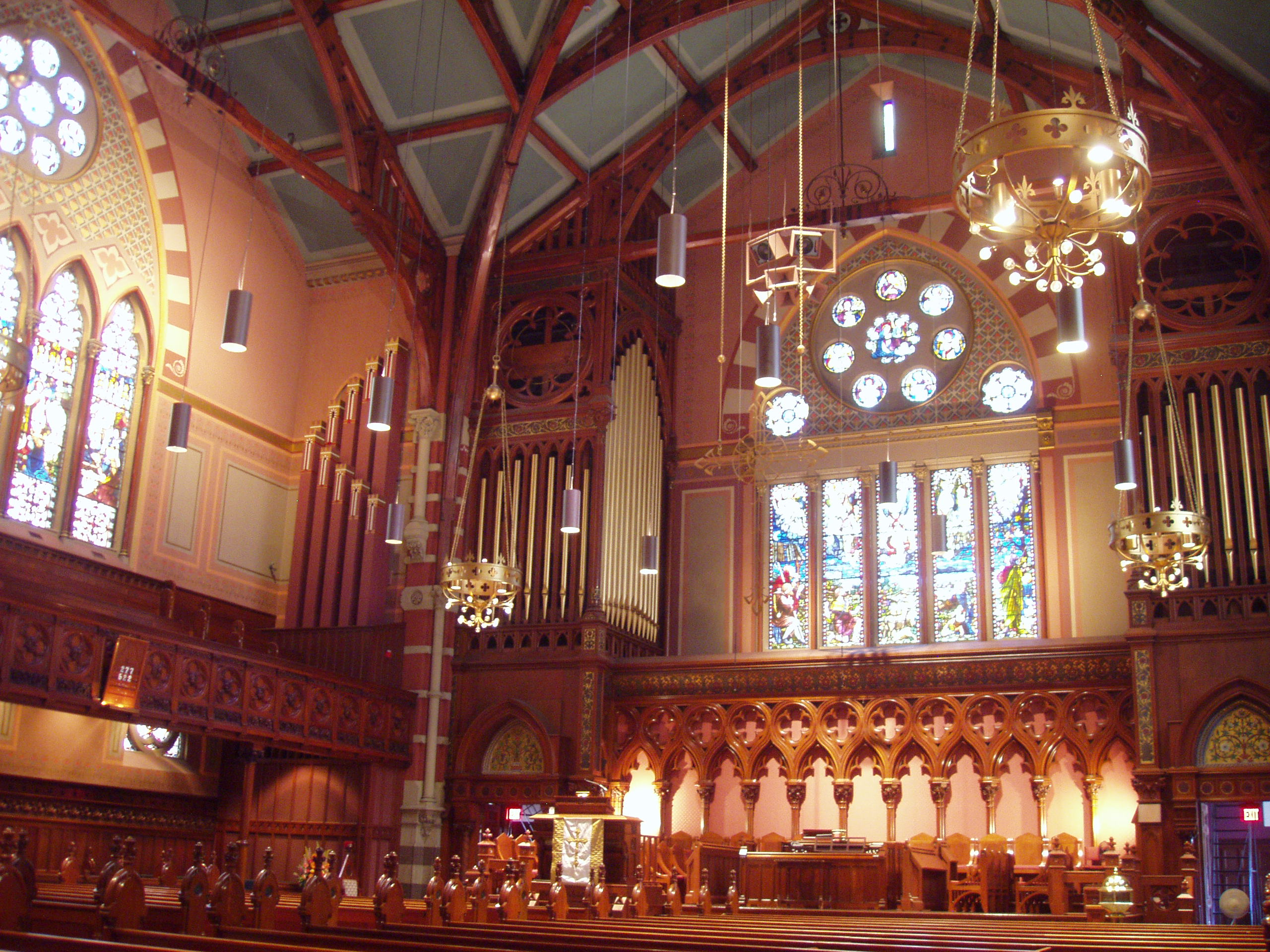
Der hölzerne Lettner der Kirche basiert auf den oberen Arkaden des Dogenpalastes in Venedig.

Das Innere der Kirche ist üppig ausgestattet und umfasst eine Mischung der unterschiedlichsten Materialien: Mit Schnitzereien verziertes italienisches Kirschbaumholz, Kalkstein, strukturierten Gips und Glasmalereien. Man betritt das Gebäude durch den Narthex über eine Wand, die im Venetian-Gothic-Stil aus französischem Pierre de Caen gemeißelt wurde. Hinter dem herausgearbeiteten Blattwerk, das die Wand verziert, befinden sich ein Eichhörnchen, eine Eidechse, eine Eule und eine Schnecke. Die gleichen Tiere befinden sich ebenfalls in den Verzierungen an den Außenwänden des Gebäudes. Das Innere des Altarraums am östlichen Ende der Kirche hinter dem Chor ist mit hölzernen Bögen ausgekleidet, deren Vierpass-Lünetten von den oberen Arkaden des Dogenpalastes in Venedig abgeleitet sind. Die mit Glasmalereien verzierten Fenster wurden von der britischen Glasmanufaktur Clayton and Bell im Stil englischen Glases aus dem 15. Jahrhundert hergestellt.

### Inneneinrichtung 1875
Bei ihrer Einweihung im Jahr 1875 sah die Kirche bereits weitgehend so aus, wie sie noch heute zu sehen ist. Die Wände waren mit mehrfarbigen, plastisch herausgearbeiteten Motiven verziert, wobei insbesondere Färberkrapp für den Hintergrund und Ocker, Lorbeergrün, Grau sowie Khaki für Überlagerungen bzw. Gold für einzelne Highlights verwendet wurden. Der größte Teil der Inneneinrichtung – mit Ausnahme des geschnitzten Frieses entlang der Balkone – war bereits 1875 vorhanden.
Hoch über dem Kirchenschiff befindet sich die Kuppel. Ihre Decke wurde in einem tiefen Berliner Blau gestrichen und weist ein Muster goldener Sterne auf, die als nächtlicher Himmel das Firmament Gottes darstellen. Im Zusammenspiel mit dem Maßwerk aus Kalkstein an der westlichen Wand des Altarraums mit dem Blattwerk und den Tieren ergibt sich damit die Darstellung von Gottes Schöpfung.
Über den Türen an der östlichen Wand des Altarraums befinden sich Glasmosaike vom Baum des Lebens von Antonio Salviati. Ein drittes Mosaik von Salviati hing ursprünglich im Tympanon über den vorderen Türen des Turms, wurde aber im Zuge des Neubaus des Turms in das Vestibül umgesetzt.
Der kombinierte Effekt war überaus beeindruckend; die Erfahrung war zugleich spirituell und sinnlich und stellte einen erheblichen Unterschied zur schlichten Einrichtung des Old South Meeting House dar. Stilistisch harmonisierte die Inneneinrichtung gut mit dem Äußeren der Kirche und verwirklichte damit die Idealvorstellung von Ruskin: „in art that the heart, the head, and the hand of a man come together“.

### Inneneinrichtung 1905
Im Jahr 1905 engagierte die Gemeinde den Maler und Glaskünstler Louis Comfort Tiffany, um den Altarraum neu zu dekorieren. Tiffany stand einer Gruppe von Kunsthandwerkern namens Associated Artists vor, deren Arbeiten zu großen Teilen dem heute als Ästhetizismus bekannten Stil entsprachen. Tiffany hatte bereits das Haus von Mark Twain in Hartford, den Red Room im Weißen Haus sowie verschiedene Häuser im Stadtteil Back Bay gestaltet und nahm dabei viele Ideen von John Ruskin auf.
Als Tiffany mit den Arbeiten an der Old South Church begann, hatte jedoch bereits eine Trendwende hin zum Stil der Beaux-Arts-Architektur eingesetzt, und der Colonial-Revival-Stil ersetzte viktorianische Ornamente mit einfacherem Klassizismus. So ließ Theodore Roosevelt im Zuge einer Renovierung des Weißen Hauses im Jahr 1902 jeden Hinweis auf Tiffany restlos entfernen.
Im Zuge der Neugestaltung der Kirche überzog Tiffany die Glasfenster mit Einlässen aus durchsichtigem, violett gefärbtem Glas. Die ursprünglich mehrfarbigen Gipswände wurden ebenfalls violett gestrichen und mit geometrischen Mustern überzogen, die durch silberne Akzentfarbe herausgearbeitet wurden.

### Minimalismus der 1950er Jahre
In den frühen 1950er Jahren wurde – wahrscheinlich vom Minimalismus des Internationalen Stils beeinflusst – eine zweite Restaurierung des Altarraums durchgeführt, die jedoch die architektonische Geschichte der Kirche weitgehend ignorierte. Die Malereien und Bildhauerarbeiten von Tiffany wurden durch eine Schicht hellgraue Farbe überdeckt und das farbige Glas wieder entfernt, das Opaion der Kuppel wurde verschlossen. In gewisser Weise wurden durch die Entfernung der Dekorationen die puritanischen Wurzeln der Gemeinde wieder sichtbar.

### Restaurierung
Die Old South Church wurde 1970 als National Historic Landmark in das National Register of Historic Places eingetragen. Im Jahr 1984 wurde mit einer Restaurierung des Gebäudes begonnen, die sich auf aktuelle Forschungsarbeiten stützte. Dazu wurde das Aussehen der Kirche zum Zeitpunkt ihrer Errichtung anhand von alten Fotografien und Drucken bestmöglich rekonstruiert. Ebenso wurden Farbanalysen durchgeführt, um die originalen Farbtöne replizieren zu können. Das gesamte Innere der Kirche wurde ihrem Erscheinungsbild um 1875 angeglichen, die Kuppel wieder geöffnet und die mehrfarbigen Verzierungen rekonstruiert.

## Orgel
Die heute in der Kirche zum Einsatz kommende Orgel Opus 308 wurde 1921 von Ernest Martin Skinner ursprünglich für das St. Paul, Minnesota Ordway Civic Theater gebaut und 1985 in die Kirche umgesetzt, als das Theater abgerissen wurde. Das Instrument besitzt 183 Ränge und 7.625 Pfeifen von 0,25 in (6,35 mm) bis 32 ft (9,75 m) Länge.
Die Klaviatur der Orgel befindet sich hinter der Kanzel auf einer hydraulischen Plattform, die bei Konzerten ausgefahren und während Gottesdiensten eingefahren werden kann.
Im Jahr 2008 wurde das Gebäude durch Bauarbeiten der MBTA an der Green Line-Station am Copley Square beschädigt. Aus Angst vor weiteren Beschädigungen wurde die Orgel daher bis Ostern 2009 nicht wieder benutzt.

## Leitende Pfarrer

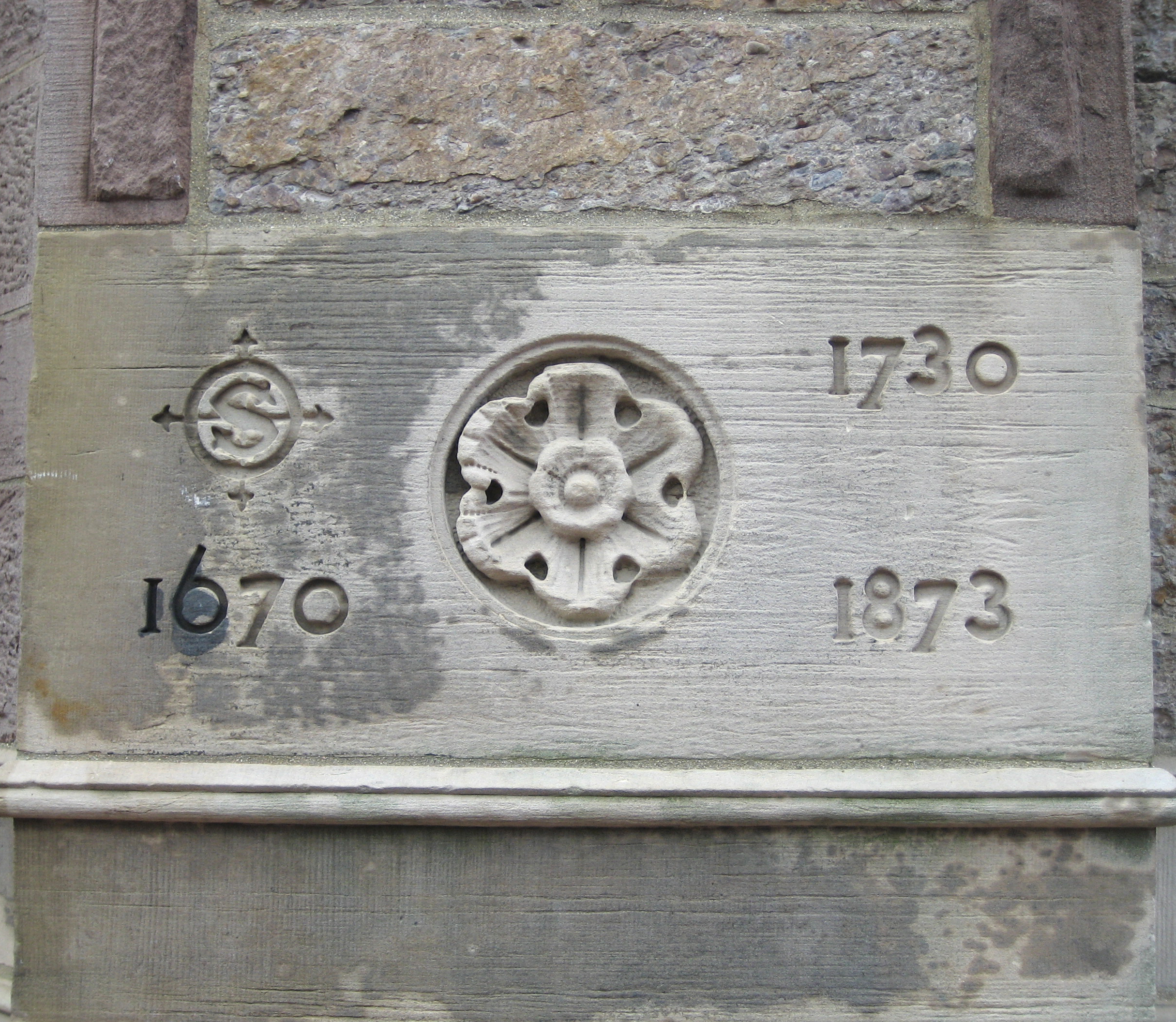
Auf dem Grundstein der Kirche befinden sich die drei Jahreszahlen der in der Vergangenheit genutzten Gebäude: Das erste Bethaus aus Zerdenholz (1670), das Old South Meeting House (1730) und die heutige Old South Church (1873).

Bis heute haben 20 Personen als Leitende Pfarrer in der Gemeinde gearbeitet:
- Thomas Thacher 1670–1678
- Samuel Willard 1678–1707
- Ebenezer Pemberton 1700–1717
- Joseph Sewall 1713–1769
- Thomas Prince 1718–1758
- Alexander Cumming 1761–1763
- Samuel Blair 1766–1769
- John Hunt/John Bacon 1771–1775
- Joseph Eckley 1779–1811
- Joshua Huntington 1808–1819
- Benjamin B. Wisner 1821–1832
- Samuel H. Stearns 1834–1836
- George W. Blagden 1836–1872
- Jacob M. Manning 1857–1882
- George Angier Gordon 1884–1927
- Russell Henry Stafford 1927–1945
- Frederick M. Meek 1946–1973
- James W. Crawford 1974–2002
- Carl F. Schultz, Jr. 2002–2005 (Interim)
- Nancy S. Taylor 2005–